# عامر العريض
عامر العريض (24 مارس 1965 -) هو سياسي تونسي 

## حياته ونشأته
ولد في 24 مارس 1965 في مدنين في تونس. هو سياسي تونسي. هو قيادي بارز في حركة النهضة ذات التوجهات الإسلامية.

بعد الثورة التونسية، انتخب في انتخابات 23 أكتوبر 2011 في المجلس الوطني التأسيسي عن دائرة فرنسا الأولى الانتخابية، وبعد ذلك كنائب في مجلس نواب الشعب بعد انتخابات 26 أكتوبر 2014 عن النهضة وعن دائرة مدنين الانتخابية.
بدأ عامر العريض دراسته الابتدائية في مدرسة السمار في ولاية مدنين. بعد ذلك التحق بالمعهد الثانوي الفني في مدنين. بسبب مشاركته في عدة نشاطات طلابية مناهضة للحكم، تم طرده من جميع المعاهد التونسية مرتين، ولكن بعد ذلك أعيد للدراسة ونقل إلى المعهد الثانوي في تطاوين.

تحصل في معهد تطاوين على شهادة البكالوريا اختصاص الآداب، وتوجه بعد ذلك إلى شعبة علم الاجتماع وذلك في كلية العلوم الإنسانية والاجتماعية بتونس. في السنة الثانية في الكلية، رسب 3 مرات، مرة كان فيها موقوفا في السجن، والأخرى كان فيها مطاردا. في المرة الرابع نجح وتحصل على الأستاذية من الكلية، وعند سنة تخرجه في 1990 - 1991، غادر البلاد نحو الجزائر، بعد أن أمضى حوالي 8 أشهر في حالة فرار.
عامر العريض هو أخ رئيس الحكومة التونسية بعد الثورة علي العريض.

## مسيرته
خلال دراسته الجامعية كان ناشطا بارزا لدى الاتحاد العام التونسي للطلبة، وترشح للانتخابات فيه، فتولى عضوية اللجنة العليا لإعداد المؤتمر الوطني للإتحاد، ثم انتخب عضوا في المكتب التنفيذي، وكان نائبا للأمين العام مسؤولا عن العلاقات الخارجية، كما انتخب رئيسا للهيئة الإدارية للإتحاد العام التونسي للطلبة.

بعد الثورة التونسية، عاد من المنفى في فبراير 2011.

انتخب في انتخابات 23 أكتوبر 2011 في المجلس الوطني التأسيسي عن دائرة فرنسا الأولى الانتخابية عن حركة النهضة، وكان داخل المجلس عضو لجنة البنية الأساسية والبيئة. وذلك حتى انتهاء مدة المجلس في 2 ديسمبر 2014.

انتخب كنائب في مجلس نواب الشعب بعد انتخابات 26 أكتوبر 2014 عن النهضة وعن دائرة مدنين الانتخابية. وهو في هذا المجلس رئيس لجنة الصناعة والطاقة والثروات الطبيعية والبنية الأساسية والبيئة، وعضو لجنة الإصلاح الإداري والحوكمة الرشيدة ومكافحة الفساد ومراقبة التصرف في المال العام.

داخل حركة النهضة، كان عامر العريض رئيس القطب السياسي بالمكتب التنفيذي للحركة في 2012، ثم رئيس المكتب السياسي لها في 2013، وهو الآن عضو المكتب التنفيذي المكلف بالحوار الوطني منذ 2014.

## روابط خارجية
- السيرة الذاتية لعامر العريض على موقع مرصد المجلس الوطني التأسيسي التابع لمنظمة البوصلة.
- السيرة الذاتية لعامر العريض على موقع مرصد مجلس نواب الشعب التابع لمنظمة البوصلة.